# Quercus cocciferoides
Quercus cocciferoides Hand.-Mazz. – gatunek roślin z rodziny bukowatych (Fagaceae Dumort.). Występuje naturalnie w Chinach – w prowincjach Shaanxi, Syczuan oraz Junnan. 

## Morfologia
PokrójCzęściowo zimozielone drzewo dorastające do 15 m wysokości. Kora ma szarą lub czarną barwę.
LiścieBlaszka liściowa ma owalny, owalnie lancetowaty lub eliptyczny kształt. Mierzy 3–8 cm długości oraz 1,5–3 cm szerokości, jest mniej lub bardziej ząbkowana na brzegu, ma zaokrągloną nasadę i spiczasty wierzchołek. Ogonek liściowy jest omszony i ma 5–8 mm długości.
OwoceOrzechy zwane żołędziami o niemal kulistym kształcie, dorastają do 15–20 mm długości i 10–15 mm średnicy. Osadzone są pojedynczo w miseczkach w kształcie kubka, które mierzą 10–12 mm długości i 10 mm średnicy. Orzechy otulone są w miseczkach do 65–75% ich długości.

## Biologia i ekologia
Rośnie w zaroślach. Występuje na wysokości od 1000 do 2600 m n.p.m. Kwitnie od kwietnia do czerwca, natomiast owoce dojrzewają od września do listopada. 

## Zmienność
W obrębie tego gatunku wyróżniono jedną odmianę:
- Quercus cocciferoides var. taliensis (A.Camus) Y.C.Hsu & H.Wei Jen